# Чероки-Виллидж (Арканзас)
Чероки-Виллидж (англ. Cherokee Village) — город, расположенный в округах Шарп и Фултон (штат Арканзас, США) с населением в 4648 человек по статистическим данным переписи 2000 года.

## География
По данным Бюро переписи населения США город Чероки-Виллидж имеет общую площадь в 53,87 квадратных километров, из которых 51,54 кв. километров занимает земля и 2,33 кв. километров — вода. Площадь водных ресурсов округа составляет 4,33 % от всей его площади.

## Демография
По данным переписи населения 2000 года в Чероки-Виллидж проживало 4648 человек, 1577 семей, насчитывалось 2182 домашних хозяйств и 2892 жилых дома. Средняя плотность населения составляла около 90,2 человек на один квадратный километр. Расовый состав Чероки-Виллидж по данным переписи распределился следующим образом: 97,14 % белых, 0,17 % — чёрных или афроамериканцев, 0,65 % — коренных американцев, 0,24 % — азиатов, 0,02 % — выходцев с тихоокеанских островов, 1,68 % — представителей смешанных рас, 0,11 % — других народностей. Испаноговорящие составили 0,62 % от всех жителей города.
Из 2182 домашних хозяйств в 16,3 % — воспитывали детей в возрасте до 18 лет, 63,3 % представляли собой совместно проживающие супружеские пары, в 6,7 % семей женщины проживали без мужей, 27,7 % не имели семей. 24,8 % от общего числа семей на момент переписи жили самостоятельно, при этом 16 % составили одинокие пожилые люди в возрасте 65 лет и старше. Средний размер домашнего хозяйства составил 2,13 человек, а средний размер семьи — 2,50 человек.
Население города по возрастному диапазону по данным переписи 2000 года распределилось следующим образом: 15,6 % — жители младше 18 лет, 4,1 % — между 18 и 24 годами, 15,9 % — от 25 до 44 лет, 26,2 % — от 45 до 64 лет и 38,1 % — в возрасте 65 лет и старше. Средний возраст жителей составил 58 лет. На каждые 100 женщин в Чероки-Виллидж приходилось 90,9 мужчин, при этом на каждые сто женщин 18 лет и старше приходилось 88,7 мужчин также старше 18 лет.
Средний доход на одно домашнее хозяйство в городе составил 27 997 долларов США, а средний доход на одну семью — 29 636 долларов. При этом мужчины имели средний доход в 22 639 долларов США в год против 18 571 доллар среднегодового дохода у женщин. Доход на душу населения в городе составил 17 105 долларов в год. 9,9 % от всего числа семей в округе и 13,4 % от всей численности населения находилось на момент переписи населения за чертой бедности, при этом 29,2 % из них были моложе 18 лет и 5,6 % — в возрасте 65 лет и старше.